# نقابة الصحفيين العراقيين
نقابة الصحفيين العراقيين هي نقابة للصحفيين العراقيين أسست سنة 1959 م.

## رؤساء النقابة
- محمد مهدي الجواهري.
- محمد طه الفياض.
- فيصل حسون.
- عبد العزيز بركات.
- سعد قاسم حمودي.
- طه البصري.
- صباح ياسين.
- شهاب التميمي.
- مؤيد عزيز جاسم اللامي.[2]